# بنجهزاري (فراوان)
بنجهزاري (بالفارسية: پنجهزاری) هي قرية تقع في إيران في قسم کهن أباد الريفي. يقدر عدد سكانها بـ 23 نسمة .